# Vorderasiatisches Museum Berlin

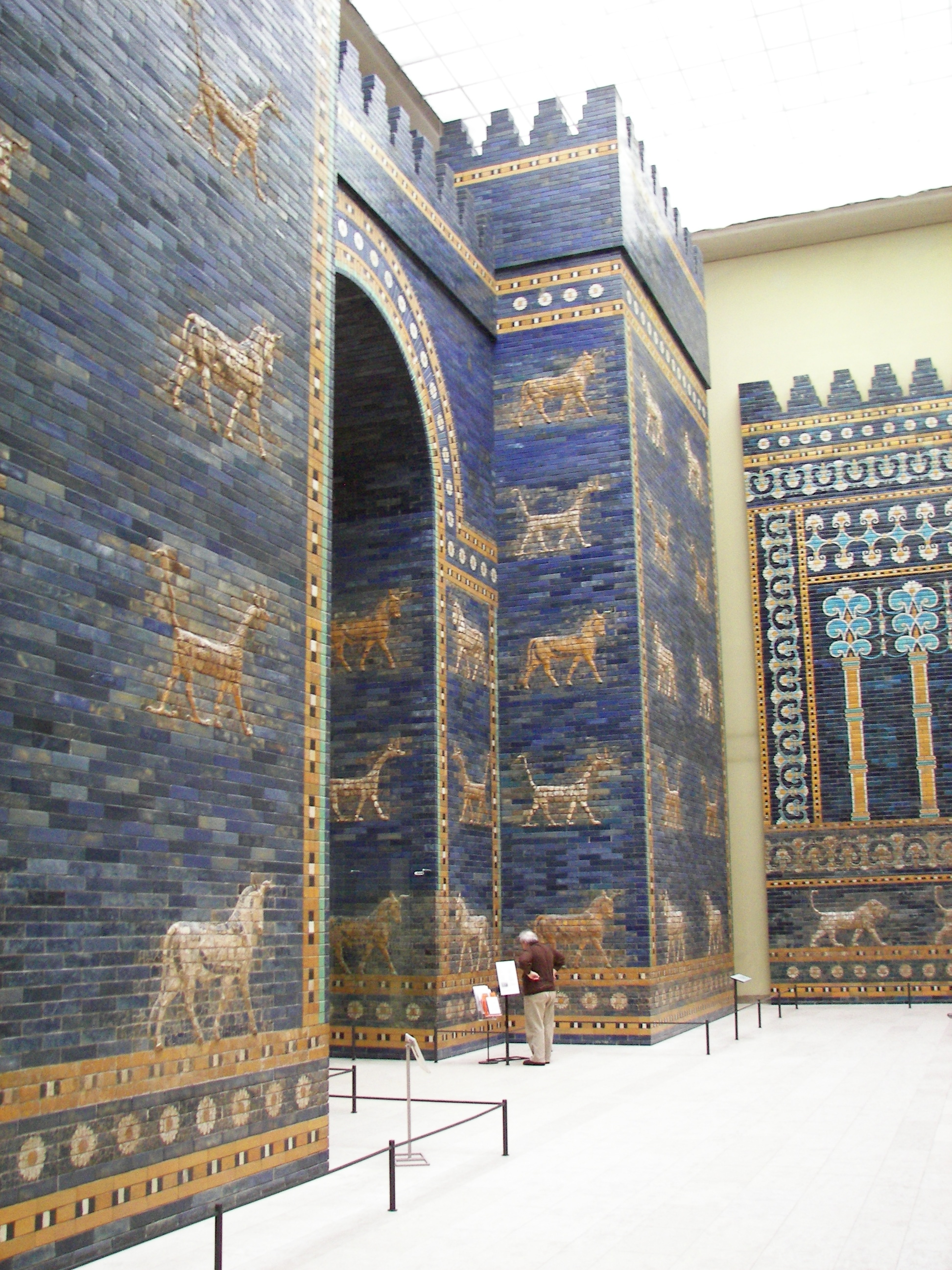
Blick auf das Ischtar-Tor

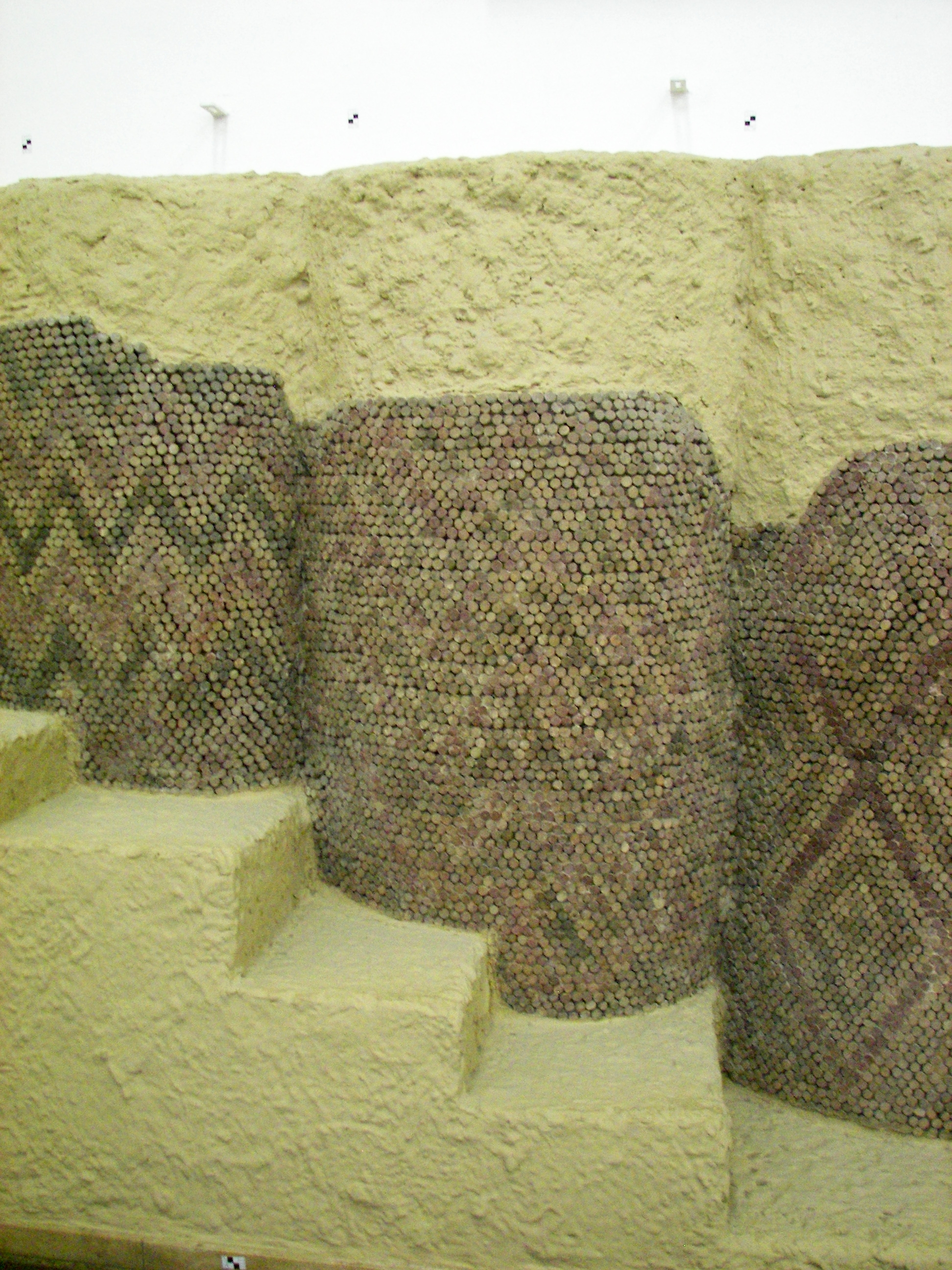
Teile eines Stiftmosaiks des Eanna-Heiligtums

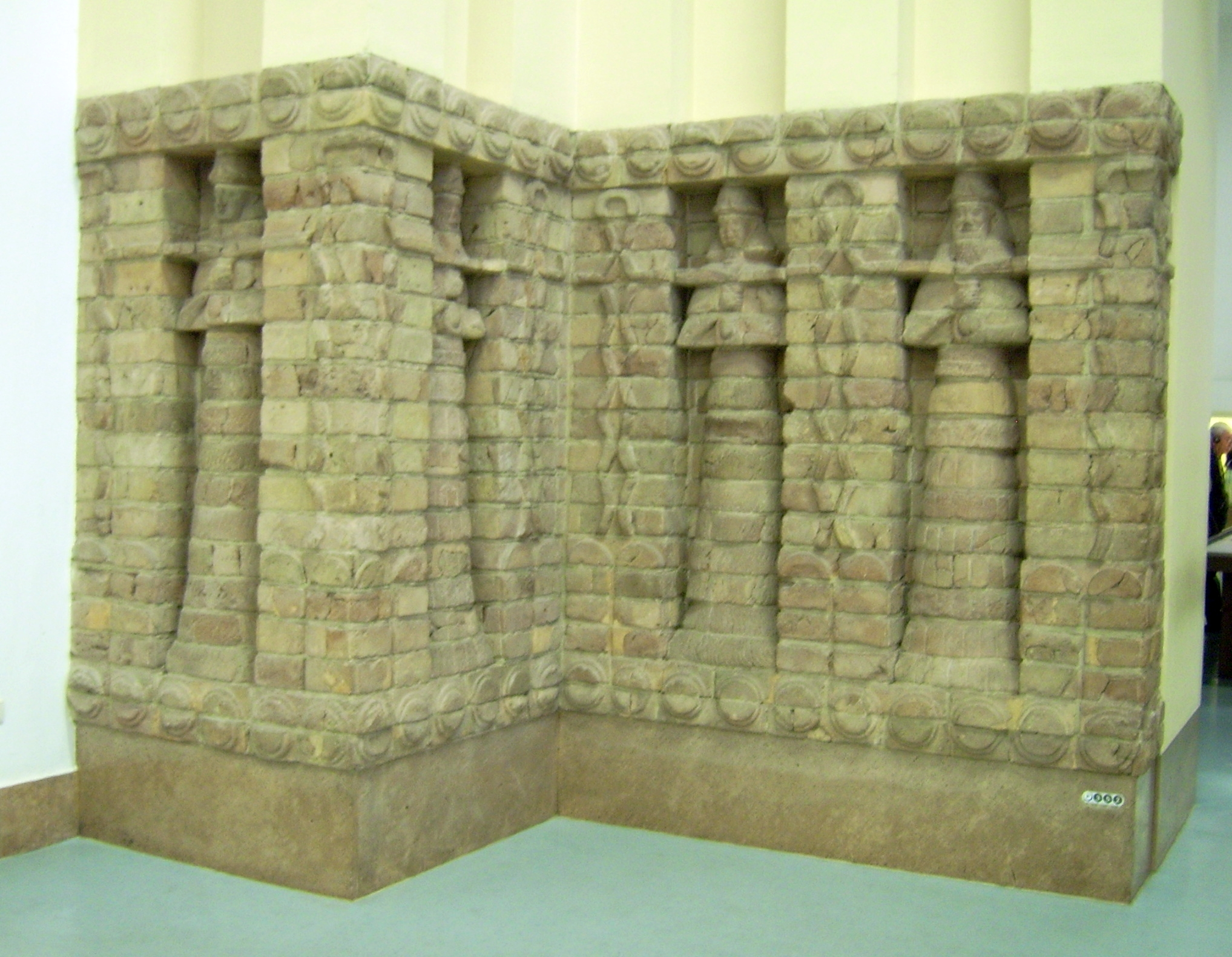
Teil der Fassade des Inanna-Tempels des Kara-Indasch aus Uruk

Das Vorderasiatische Museum ist ein Teil der Staatlichen Museen zu Berlin. Es ist im Haupt- und im Untergeschoss des Südflügels des Pergamonmuseums untergebracht und umfasst eine der größten Sammlungen vorderasiatischer Altertümer der Welt. Das Museum ist aufgrund umfangreicher Instandsetzungsarbeiten bis zur geplanten Wiedereröffnung 2037 geschlossen.

## Geschichte
Die ersten Funde kamen bereits Mitte des 19. Jahrhunderts nach Berlin, als Preußen in London Reliefs aus den Grabungen in Ninive erwarb. Später war vor allem die enge Verbindung des Museums zur Deutschen Orient-Gesellschaft sowie zu dem Mäzen James Simon fruchtbar. 1899 wurde eine eigenständige Vorderasiatische Abteilung an den Königlichen Museen gegründet. Zunächst wurden die Funde im Neuen Museum, dann provisorisch im Sockelgeschoss des Kaiser-Friedrich-Museum untergebracht. Seit 1907 entstand nach Plänen von Alfred Messel und Ludwig Hoffmann das heutige Pergamonmuseum, dessen Südflügel von vornherein für die Vorderasiatische Abteilung gedacht war. Ins Obergeschoss zog seit 1929 die Islamische Kunst-Abteilung, das heutige Museum für Islamische Kunst ein, mit dem zusammen die Vorderasiatische Abteilung das Vorderasiatische Museum bildete.
1927 begann die Einrichtungsplanung der Räume im Hauptgeschoss durch den damaligen Direktor Walter Andrae, 1929 der Einzug in die neuen Räume. 1930 wurden zunächst der Saal mit dem Ischtar-Tor und die Prozessionsstraße aus Babylon für die Allgemeinheit eröffnet, bis 1937 kamen nach und nach die anderen Ausstellungsräume hinzu. Zuletzt wurde der Yazılıkaya-Saal mit Wandbildern der Ausgrabungsstätte in Boğazkale (früher Boğazköy), dem hethitischem Ḫattuša, von Elisabeth Andrae, sowie mit Gipsabgüssen von Reliefs aus dem Felsenheiligtum von Yazılıkaya in der Nähe der Hauptstadt der Hethiter eingerichtet.
Die Inszenierung Andraes mit ihren monumentalen Rekonstruktionen von Toranlagen aus Babylon, Assur und Uruk, den starken Wandfarben, Gemälden, die die Ausgrabungsstätten in ihrem aktuellen Zustand zeigen, der Mischung von Originalen und Gipsabgüssen sowie der intensiv durchgearbeiteten Didaktik der Aufstellung galt als Sensation. Da sie in wesentlichen Teilen nach dem Krieg wieder eingerichtet wurde, ist die Andraesche Konzeption bis heute im Grundsatz noch zu erleben.
Durch den Zweiten Weltkrieg gab es kaum kriegsbedingte Verluste der Sammlungen, die beweglichen Ausstellungsstücke, die als Beutekunst 1945 in die Sowjetunion verbracht wurden, wurden 1958 an die DDR zurückgegeben. Bereits 1953 wurde die Sammlung als Vorderasiatisches Museum wiedereröffnet.
Direktoren des Museums waren Friedrich Delitzsch (1899–1918), Otto Weber (1918–1928), Walter Andrae (1928–1951), Gerhard Rudolf Meyer (1951–1977), Liane Jakob-Rost (1978–1990) und Evelyn Klengel-Brandt. Von 1998 bis 2014 war Beate Salje Direktorin. Ihr folgte vom 1. März 2014 bis 31. Mai 2018 Markus Hilgert. Danach war Lutz Martin kommissarischer Direktor, bis im März 2019 Barbara Helwing die Leitung des Museums übernahm. Die Position der stellvertretenden Direktorin beziehungsweise Direktors wurde 1978 eingeführt, und erstmals mit Evelyn Klengel-Brandt besetzt. Ihr folgte 1990 Ralf-Bernhard Wartke. 2019 folgte Nadja Cholidis Lutz Martin in der Funktion, der 2014 Wartke abgelöst hatte.
Derzeit in Bau befindet sich ein Zentraldepot für die Sammlungen in Berlin-Friedrichshagen. In dieses sollen vor allem die großformatigen Teile der Sammlung ausgelagert werden. Der Bau dieses Zentraldepots ist umstritten. Der Südflügel, in dessen Obergeschoss seit 1933 die Sammlungen des Museums für Islamische Kunst präsentiert werden, die aber künftig in den Nordflügel des Pergamonmuseums umziehen sollen, soll auf Grundlage eines Wettbewerbsentwurfs von Oswald Mathias Ungers umgebaut werden. Die Einschnitte in die denkmalgeschützte, seit 1999 auf der Liste des UNESCO-Welterbes verzeichneten historischen Inszenierungen von Walter Andrae werden von Kuratoren, dem Landesdenkmalamt und Architekten lebhaft diskutiert. So sollen die meisten Tor-Rekonstruktionen von Andrae wie die abgebildete aus Uruk verschoben werden, auch ist eine Demontage des Yazılıkaya-Saals geplant.
Zudem sollen Teile der wieder gewonnenen Sammlung Max von Oppenheims, dem einstigen Tell-Halaf-Museum in die Sammlung integriert werden. Die Toranlage des Palastes aus Tell Halaf soll nach Abschluss der Sanierungsarbeiten den Übergang vom neuen vierten Flügel in den Südflügel bilden.
Der Verein der Freunde der Antike auf der Museumsinsel Berlin unterstützt die Antikensammlung und das Vorderasiatische Museum der Staatlichen Museen zu Berlin.

## Dauerausstellung
Auf 2000 m² Ausstellungsfläche, verteilt auf 14 Säle, werden Exponate aus sechs Jahrtausenden vorderasiatischer Kultur ausgestellt. Die Ausstellungsstücke können auf eine Zeit vom 6. Jahrtausend v. Chr. bis in die Zeit der islamischen Expansion datiert werden. Sie stammen vor allem aus den heutigen Staaten Irak, Syrien und Türkei, Einzelfunde auch aus dem Iran, Libanon und Jordanien. Angefangen bei neolithischen Funden liegt der Schwerpunkt der Sammlung auf Funden aus Sumer, Babylonien, Assyrien sowie dem nordsyrisch-ostanatolischen Raum. Bei Ausgrabungen in historisch bedeutenden Städten wie Uruk, Schuruppak, Assur, Ḫattuša, Amarna, Tell Halaf (Guzana), Samʼal, Toprakkale oder Babylon wurde der Grundstock der Museumssammlung gelegt, weitere Erwerbungen stammen aus Nimrud, Ninive, Susa oder Persepolis. Die Funde dokumentieren unter anderem die Hochkulturen der Sumerer, Akkader, Babylonier, Assyrer, Hethiter und Aramäer.
Bekannte Ausstellungsstücke der Sammlung sind das Ischtar-Tor und die Prozessionsstraße von Babylon, die Zincirli Toranlage, das Sanherib Wasserbecken, Teile des Eanna-Tempels und des Inanna-Tempels des Kara-indaš aus Uruk. Daneben beherbergt das Museum eine bedeutende Anzahl von vorderasiatischen Stempel- und Rollsiegeln sowie Keilschrifttexten.
Durch die langjährige Schließung des Südflügels des Pergamonmuseums wird die Dauerausstellung des Vorderasiatischen Museums viele Jahre nicht mehr zugänglich sein. Deshalb begann das Museum schon 2022 mit der Vorbereitung einer vollständigen digitalen Dokumentation der historischen Ausstellung, deren ursprüngliche Konzeption auf Walter Andrae zurückgeht. Die Aufnahmen erfolgten im Jahr 2023 und die Umsetzung in den virtuellen Rundgang „Babylon Reloaded“ ist nun abgeschlossen.

## Multaka: Treffpunkt Museum
Von 2015 bis zur vorübergehenden Schließung des Museums im Oktober 2023 fanden unter dem Titel „Multaka – Treffpunkt Museum“ Führungen zur Vermittlung von kunstgeschichtlichen Zusammenhängen für Arabisch und Persisch sprechende Besucher statt. „Multaka“ (arabisch: Treffpunkt) steht dabei als Bezeichnung für den pädagogisch vermittelten Austausch verschiedener kultureller und historischer Erfahrungen von Geflüchteten und anderen Besuchern aus Ländern des Vorderen Orients mit den Ausstellungen in Berliner Museen. Dabei vermittelt der interkulturelle Dialog mit den Besuchern deren jeweilige Sichtweisen auf die historischen Zusammenhänge der Kulturobjekte und darüber hinaus auf das eigene Verständnis vom kulturellen Erbe ihres Heimatlandes.